# VAMPS
VAMPS är ett japanskt rockband grundat år 2008 av musikerna Hideto Takarai (L'Arc-en-Ciel) och Kazuhito Iwaike (Oblivion Dust). Båda musikerna har samarbetat i HYDE:s soloprojekt sedan 2003. Bandet har idag släppt tre album samt ett antal singlar och turnerat i bland annat USA, Sydamerika och Europa.

## Medlemmar
- Hideto Takarai (HYDE) - gitarr och sång
- Kazuhito Iwaike (K.A.Z.) - gitarr

### Live-medlemmar
- Ju-ken - bas
- Arimatsu - trummor
- Jin - keyboard

## Diskografi
- Vamps (10 juni 2009) Oricon Albums Chart Peak Position: No. 3[1]
- Beast (28 juli 2010) No. 3[1]
- Sex Blood Rock n' Roll (25 september 2013) No. 2[1]

### Singlar
- "Love Addict" (2 juli 2008)
- "I Gotta Kick Start Now" (3 mars 2009)
- "Evanescent" (13 maj 2009)
- "Sweet Dreams" (30 september 2009)
- "Devil Side" (12 maj 2010)
- "Angel Trip" (9 juni 2010)
- "Memories/Get Up" (15 december 2010)]
- "AHEAD/REPLAY" (7 juli 2013)]

### DVD
- Vamps Live 2008 (4 februari 2009)
- Vamps Live 2009 U.S.A. (17 mars 2010)
- Vamps Live 2009 (12 maj 2010)
- Vamps Live 2010 Beauty And The Beast Arena (15 februari 2012)
- Vamps Live 2012 (24 april 2013)

### Musikvideor
- VAMPS - Love Addict
- VAMPS - I GOTTA KICK START NOW
- VAMPS - EVANESCENT
- VAMPS - SWEET DREAMS
- VAMPS - DEVIL SIDE
- VAMPS - Angel Trip
- VAMPS - Revolution
- VAMPS - MEMORIES
- VAMPS - Piano Duet
- VAMPS - AHEAD
- VAMPS - REPLAY